# Christos Donis
Christos Donis (Atenas, 9 de octubre de 1994) es un futbolista griego que juega de centrocampista en el Radomiak Radom de la Ekstraklasa.
Es hermano del también futbolista Anastasios Donis.

## Selección nacional
Donis fue internacional sub-18, sub-19 y sub-21 con la selección de fútbol de Grecia.

## Clubes
| Club                  | País         | Año       |
| --------------------- | ------------ | --------- |
| Panathinaikos         | Grecia       | 2012-2020 |
| F. C. Lugano (cedido) | Suiza        | 2015-2016 |
| PAS Giannina (cedido) | Grecia       | 2016-2017 |
| Iraklis (cedido)      | Grecia       | 2017      |
| Ascoli Calcio         | Italia       | 2020-2022 |
| VVV-Venlo (cedido)    | Países Bajos | 2021      |
| Radomiak Radom        | Polonia      | 2023-     |

## Palmarés

### Títulos nacionales
| Título         | Club          | País   | Año  |
| -------------- | ------------- | ------ | ---- |
| Copa de Grecia | Panathinaikos | Grecia | 2014 |